# Caecilia dunni
Caecilia dunni é uma espécie de anfíbio gimnofiono da família Caeciliidae. É endémica do Equador, sendo conhecida em apenas duas populações: na província de Napo e na província de Pastaza. É uma espécie subterrânea ocorrendo em floresta sub-montanhosa. Está potencialmente ameaçado por desflorestação.